# Hans Harder
Johannes Georg Smith Harder, (12. august 1792 i København – 25. november 1873 i Sorø) var en dansk maler. Hans Harder, som han kaldte sig, var søn af malermester Johan Harder.
Samtidig med at han besøgte Kunstakademiets skoler og 1818 vandt den mindre, 1820 den store sølvmedalje i modelskolen, havde han fra 1816 begyndt at udstille som landskabsmaler. Han vakte straks opmærksomhed ved sine billeders idylliske præg, men søgte dog i ung alder en fast livsstilling, i det han allerede fra 1822 blev tegnelærer ved Sorø Akademi, og forblev i denne stilling, kun afbrudt ved en udenlandsrejse, som han foretog 1824-28, i de to første år med understøttelse fra Fonden ad usus publicos. Efter hjemkomsten godkendes han og blev 1830 enstemmig valgt til medlem af Kunstakademiet på et dansk landskab. Fra Sorø indsendte han ikke få billeder til udstillingerne, billeder, som ved deres fine stemning og rene følelse altid ville hævde ham navn blandt vore tidligste kunstnere i national retning, hvor forældet hans malemåde endog tog sig ud allerede ved siden af den opblomstrende Eckersbergske skole. Harder ægtede i 1837 Anna Agnete Prytz, datter af løjtnant og postfører Prytz i Aalborg, og tog sin afsked som tegnelærer i Sorø 1862, men blev dog boende der, også efter hustruens død, til han døde 25. november 1873.